# Alaşa
Alaşa är en ort i Azerbajdzjan. Den ligger i distriktet Astara Rayonu, i den södra delen av landet, 230 kilometer söder om huvudstaden Baku. Alaşa ligger 3 meter över havet och antalet invånare är 396.
Terrängen runt Alaşa är kuperad åt sydväst, men åt nordost är den platt. Närmaste större samhälle är Astara, 6,4 kilometer öster om Alaşa.
I omgivningarna runt Alaşa växer huvudsakligen savannskog. Runt Alaşa är det ganska tätbefolkat, med 192 invånare per kvadratkilometer.